# Niccolò Menghini
Niccolò Menghini (Roma, 1610 – Roma, 1665) è stato uno scultore italiano del periodo barocco.

## Biografia
Il Menghini si forma a Roma, dove nacque, probabilmente nell'orbita di Gian Lorenzo Bernini, con il quale collaborò in varie occasioni. Già dal 1632 risulta essere al servizio della famiglia Barberini, sotto la protezione del cardinale Francesco, che lo sosterrà per tutta la sua carriera. In particolare, svolse per i Barberini attività legate al restauro e alla cura della collezione di sculture antiche e dell'epoca.
Fin dalle sue prime opere scultoree appaiono compiutamente espresse alcune caratteristiche peculiari del suo stile, come la resa di corpi massicci e tondeggianti, l'uso di un panneggio dalle pieghe ridondanti e delle linee prodotte dall'ombra in funzione disegnativa. L'originalità di queste concezioni contrasta a volte con l'inadeguatezza dell'esecuzione, con il risultato di una scultura piuttosto statica, perfino goffa in alcuni passaggi relativi al movimento delle braccia in Santa Martina giacente nella chiesa dei Santi Luca e Martina. 
Nel 1636 lavora anche nella basilica di San Pietro in Vaticano sotto la direzione del Bernini dove passa con grande maestria dal bassorilievo al tutto tondo nella realizzazione di un Angelo col sudario, sfruttando il contrasto cromatico tra il bianco delle figure e lo sfondo marmoreo della nicchia in cui l'opera è collocata. Quest'opera può considerarsi il capolavoro del Menghini, in parte probabilmente aiutato dal disegno concepito da Bernini.
Nel 1639 si dedicò al restauro di alcune statue antiche rinvenute a Ostia.
Torna a lavorare con Bernini a San Pietro anche nel 1647-1649 per la decorazione dei pilastri della navata centrale, con i ritratti dei papi inseriti in medaglioni sorretti da putti, e altre decorazioni a stucco.
Negli anni seguenti realizza diverse statue in varie chiese romane. La importante attività artistica a Roma, nonché la protezione della famiglia Barberini, gli vale l'elezione a Principe della prestigiosa Accademia nazionale di San Luca.

## Opere
- Santa Martina giacente, 1635, sotto la mensa dell'altare della chiesa dei Santi Luca e Martina, Roma
- Bassorilievo dell’Angelo col sudario, 1636, per una delle nicchie delle reliquie nella basilica di San Pietro, Roma
- Allestimenti per la Festa delle Quarantore per la chiesa del Gesù del 1640 e 1646
- Decorazioni policrome, Cappella della Madonna, nella San Rocco, Roma
- San Sebastiano, nella Chiesa di San Sebastiano, Roma